# Lucas Chiaretti
Lucas Chiaretti (sinh ngày 22 tháng 9 năm 1987) là một cầu thủ bóng đá người Brasil.

## Sự nghiệp câu lạc bộ
Lucas Chiaretti đã từng chơi cho Gamba Osaka.